# 대한민국 U-17 축구 국가대표팀
대한민국 U-17 축구 국가대표팀은 대한민국을 대표하는 17세 이하 축구 국가대표팀이다.

## 국제 대회 경력

### FIFA U-17 월드컵
1987년 대회 첫 출전을 시작으로 8번의 FIFA U-17 월드컵 본선에 참가하여 이 가운데 1987년과 2009년, 2019년 대회에서 8강에 오르는 성과를 거두었다. 

### AFC U-17 아시안컵
AFC U-17 아시안컵에는 14번 출전하여 1986년과 2002년 대회에서 우승컵을 들어올렸고 2008년과 2014년 대회에서는 준우승을 차지하는 등 6번의 대회에서 4강 이상의 성적을 거두었다. 

### 청소년 올림픽
청소년 올림픽에는 2014년 대회에 유일하게 출전하여 이 대회에서 은메달을 획득하는 기염을 토했다.

## 주요 대회 기록

### FIFA U-17 월드컵
| 연도   | 결과      | 경기      | 승        | 무        | 패        | 득점      | 실점      |
| ------ | --------- | --------- | --------- | --------- | --------- | --------- | --------- |
| 1985년 | 예선 탈락 | 예선 탈락 | 예선 탈락 | 예선 탈락 | 예선 탈락 | 예선 탈락 | 예선 탈락 |
| 1987년 | 8강       | 4         | 1         | 1         | 2         | 5         | 6         |
| 1989년 | 예선 탈락 | 예선 탈락 | 예선 탈락 | 예선 탈락 | 예선 탈락 | 예선 탈락 | 예선 탈락 |
| 1991년 | 예선 탈락 | 예선 탈락 | 예선 탈락 | 예선 탈락 | 예선 탈락 | 예선 탈락 | 예선 탈락 |
| 1993년 | 예선 탈락 | 예선 탈락 | 예선 탈락 | 예선 탈락 | 예선 탈락 | 예선 탈락 | 예선 탈락 |
| 1995년 | 예선 탈락 | 예선 탈락 | 예선 탈락 | 예선 탈락 | 예선 탈락 | 예선 탈락 | 예선 탈락 |
| 1997년 | 예선 탈락 | 예선 탈락 | 예선 탈락 | 예선 탈락 | 예선 탈락 | 예선 탈락 | 예선 탈락 |
| 1999년 | 예선 탈락 | 예선 탈락 | 예선 탈락 | 예선 탈락 | 예선 탈락 | 예선 탈락 | 예선 탈락 |
| 2001년 | 예선 탈락 | 예선 탈락 | 예선 탈락 | 예선 탈락 | 예선 탈락 | 예선 탈락 | 예선 탈락 |
| 2003년 | 조별리그  | 3         | 1         | 0         | 2         | 6         | 11        |
| 2005년 | 예선 탈락 | 예선 탈락 | 예선 탈락 | 예선 탈락 | 예선 탈락 | 예선 탈락 | 예선 탈락 |
| 2007년 | 조별리그  | 3         | 1         | 0         | 2         | 2         | 4         |
| 2009년 | 8강       | 5         | 2         | 1         | 2         | 8         | 7         |
| 2011년 | 예선 탈락 | 예선 탈락 | 예선 탈락 | 예선 탈락 | 예선 탈락 | 예선 탈락 | 예선 탈락 |
| 2013년 | 예선 탈락 | 예선 탈락 | 예선 탈락 | 예선 탈락 | 예선 탈락 | 예선 탈락 | 예선 탈락 |
| 2015년 | 16강      | 4         | 2         | 1         | 1         | 2         | 2         |
| 2017년 | 예선 탈락 | 예선 탈락 | 예선 탈락 | 예선 탈락 | 예선 탈락 | 예선 탈락 | 예선 탈락 |
| 2019년 | 8강       | 5         | 6         | 0         | 2         | 6         | 6         |
| 2023년 | 조별리그  | 2         | 0         | 0         | 2         | 1         | 4         |
| 합계   | 7/18      | 26        | 8         | 3         | 13        | 30        | 40        |

- 참고: AFC U-17 아시안컵이 FIFA U-17 월드컵 아시아 지역 예선을 대신 한다.

### AFC U-17 아시안컵
| 연도   | 결과      | 경기      | 승        | 무        | 패        | 득점      | 실점      |
| ------ | --------- | --------- | --------- | --------- | --------- | --------- | --------- |
| 1985년 | 예선 탈락 | 예선 탈락 | 예선 탈락 | 예선 탈락 | 예선 탈락 | 예선 탈락 | 예선 탈락 |
| 1986년 | 우승      | 5         | 2         | 3         | 0         | 6         | 0         |
| 1988년 | 조별리그  | 4         | 2         | 0         | 2         | 10        | 9         |
| 1990년 | 조별리그  | 2         | 0         | 1         | 1         | 1         | 4         |
| 1992년 | 예선 탈락 | 예선 탈락 | 예선 탈락 | 예선 탈락 | 예선 탈락 | 예선 탈락 | 예선 탈락 |
| 1994년 | 조별리그  | 4         | 1         | 1         | 2         | 2         | 6         |
| 1996년 | 조별리그  | 4         | 1         | 1         | 2         | 7         | 8         |
| 1998년 | 4위       | 6         | 3         | 0         | 3         | 10        | 13        |
| 2000년 | 예선 탈락 | 예선 탈락 | 예선 탈락 | 예선 탈락 | 예선 탈락 | 예선 탈락 | 예선 탈락 |
| 2002년 | 우승      | 6         | 4         | 2         | 0         | 17        | 5         |
| 2004년 | 8강       | 4         | 3         | 0         | 1         | 12        | 1         |
| 2006년 | 8강       | 4         | 2         | 0         | 2         | 7         | 5         |
| 2008년 | 준우승    | 6         | 4         | 1         | 1         | 21        | 6         |
| 2010년 | 예선 탈락 | 예선 탈락 | 예선 탈락 | 예선 탈락 | 예선 탈락 | 예선 탈락 | 예선 탈락 |
| 2012년 | 8강       | 4         | 3         | 1         | 0         | 8         | 2         |
| 2014년 | 준우승    | 6         | 5         | 0         | 1         | 16        | 4         |
| 2016년 | 조별리그  | 3         | 1         | 1         | 1         | 4         | 2         |
| 2018년 | 4강       | 5         | 4         | 1         | 0         | 14        | 1         |
| 2023년 | 준우승    | 6         | 4         | 0         | 2         | 15        | 7         |
| 합계   | 15/19     | 63        | 39        | 12        | 18        | 148       | 73        |

### 청소년 올림픽
| 연도   | 결과      | 경기      | 승        | 무        | 패        | 득점      | 실점      |
| ------ | --------- | --------- | --------- | --------- | --------- | --------- | --------- |
| 2010년 | 출전 안함 | 출전 안함 | 출전 안함 | 출전 안함 | 출전 안함 | 출전 안함 | 출전 안함 |
| 2014년 | 준우승    | 4         | 2         | 1         | 1         | 16        | 3         |
| 합계   | 1/2       | 4         | 2         | 1         | 1         | 16        | 3         |

- 참고: 청소년 올림픽에는 15세 이하 선수들이 출전한다.

## 코칭스태프
2023년 1월 4일 기준
| 직위        | 이름   | 비고 |
| ----------- | ------ | ---- |
| 감독        | 백기태 |      |
| 코치        | 김도용 |      |
| 코치        | 손승준 |      |
| 골키퍼 코치 | 양영민 |      |
| 피지컬 코치 | 오성환 |      |

## 역대 감독
| 감독   | 임기        |
| ------ | ----------- |
| 윤덕여 | 2001 ~ 2003 |
| 김상호 | 2007        |
| 이광종 | 2007 ~ 2009 |
| 최문식 | 2012        |
| 최진철 | 2014 ~ 2015 |
| 서효원 | 2015 ~ 2016 |
| 정정용 | 2016        |
| 송경섭 | 2019 ~ 2021 |

## 같이 보기
- 대한민국 축구 국가대표팀
- 대한민국 축구 국가대표 B팀
- 대한민국 유니버시아드 축구 국가대표팀
- 대한민국 U-23 축구 국가대표팀
- 대한민국 U-20 축구 국가대표팀
- 대한민국 U-14 축구 국가대표팀
- 대한민국 여자 축구 국가대표팀
- 대한민국 여자 U-20 축구 국가대표팀
- 대한민국 여자 U-17 축구 국가대표팀